# Chuu Wai
 (janvier 2024).
Chuu Wai Nyein (birman : ခြူးဝေငြိမ်း), née en 1992 à Yatsaut, dans l'État shan, est une peintre, performeuse et activiste birmane, exilée en France depuis le coup d'État de 2021.
Titulaire d'un bachelor en ingénierie informatique à l'Université de Mandalay en 2014, elle bifurque ensuite vers les arts visuels et obtenu un diplôme à l'Université nationale d'Art et de Culture de Mandalay (en). Son travail est marqué par un engagement féministe affirmé, traitant notamment du harcèlement sexuel. Lorsque survient le coup d'État militaire de 2021 dans son pays, elle lance le mouvement Write for Right qui encourage les citoyens à écrire et dessiner. Tracassée par le régime, elle a été contrainte à quitter son pays natal.
Son engagement et son œuvre lui ont valu de nombreuses distinctions internationales.

## Réferences
1. ↑  « Chuu Wai Nyein: figure de proue de la nouvelle génération d'artistes », sur lepetitjournal.com (consulté le 15 janvier 2024)
2. ↑  « Fighting sexual harassment with art », sur The Myanmar Times
3. ↑  
« Art, activisme et résistance au Myanmar : avec Chuu Wai Nyein », sur Festival du film et forum international sur les droits humains